# Argolell
Argolell és un nucli de població del municipi de les Valls de Valira, a l'Alt Urgell. Actualment té 20 habitants i es troba a la vall de Sant Joan, al sud-est de Civís, a la vora esquerra del barranc d'Argolell. Al segle xix havia format municipi independent i comprenia a més el poble d'Arduix. S'hi pot trobar l'església de Santa Eugènia.

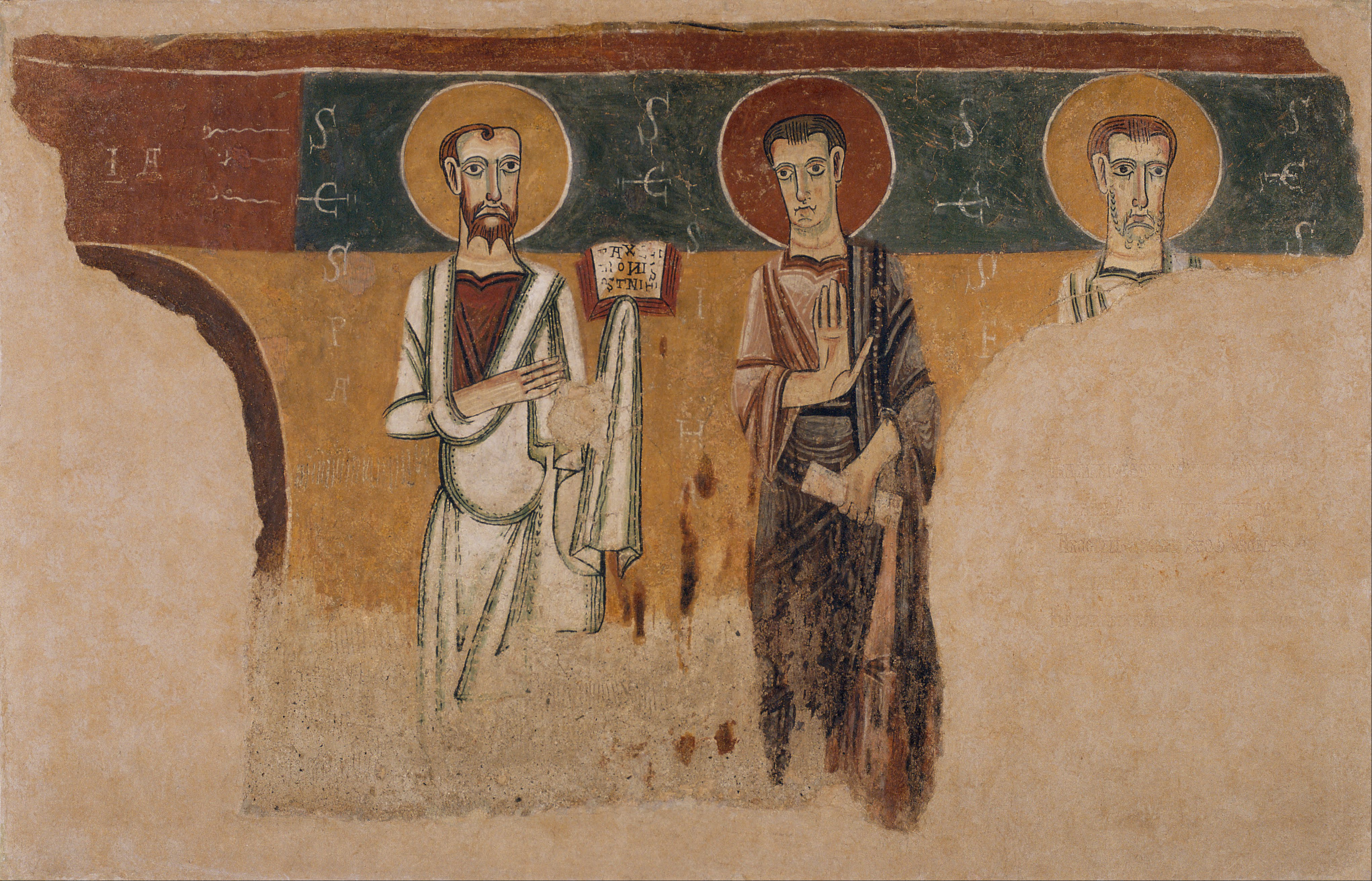
Mural del absis de l'església al MNAC.

Al Museu d'Art de Catalunya, a Barcelona, hi ha fragments de pintures murals de l'absis de l'església que es traslladaren a Barcelona el 1934.
Al poble hi resideix Laura Orgué i Vila, esquiadora olímpica catalana.